# Purgatoriidae
De Purgatoriidae zijn een familie van uitgestorven zoogdieren behorend tot de Plesiadapiformes, verwanten van de primaten. Ze leefden in het Vroeg-Paleoceen in Noord-Amerika.
De Purgatoriidae zijn de oudste primaatachtigen en de basaalste tak van de Plesiadapiformes. Er zijn twee geslachten, Purgatorius en Ursolestes. 
Het waren omnivoren en een significant deel van de voeding bestond uit insecten. De bouw van de enkel wijst op een mobiel gewricht dat past bij een boombewonende leefwijze. Het waren eekhoornachtige dieren die zo groot als een boeroendoek tot reuzeneekhoorn waren.